# Stagno (idrografia)

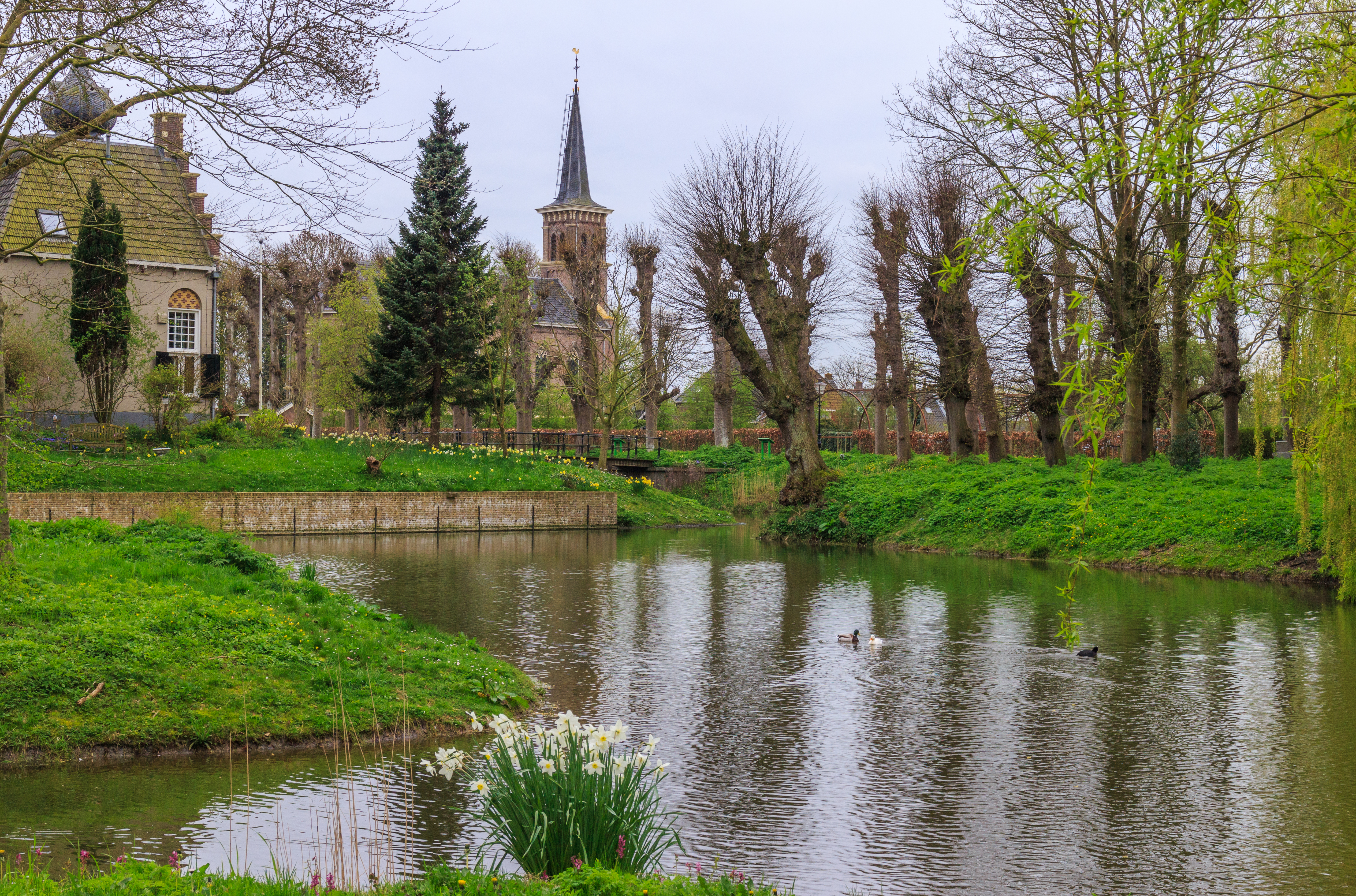
Stagno nei Paesi Bassi

Uno stagno (dal latino stagnum) o acquitrino è uno specchio d'acqua ferma (stagnante, appunto), di dimensioni ridotte e fondale poco profondo.

## Caratteristiche

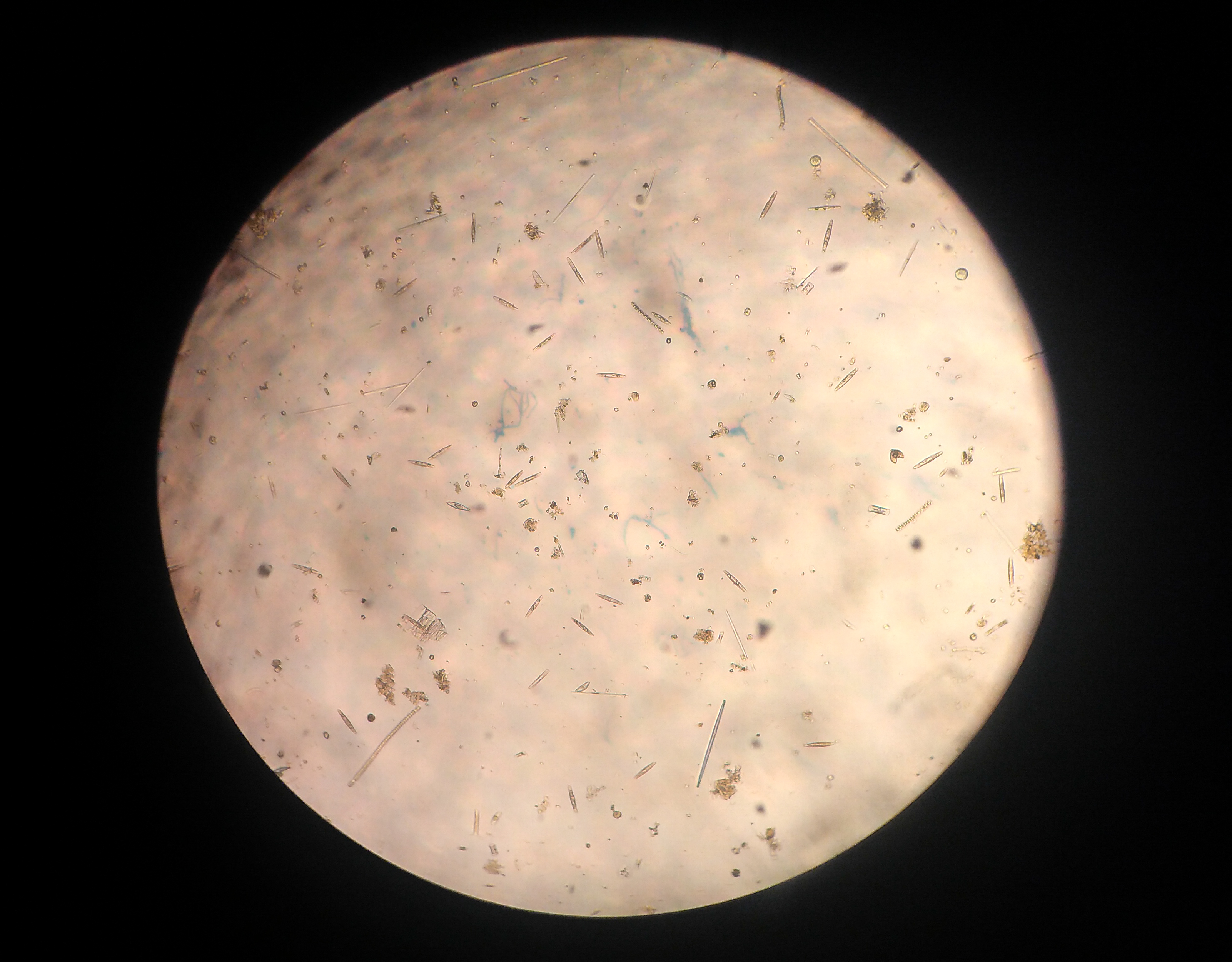
Campione di acqua prelevata da uno stagno al microscopio

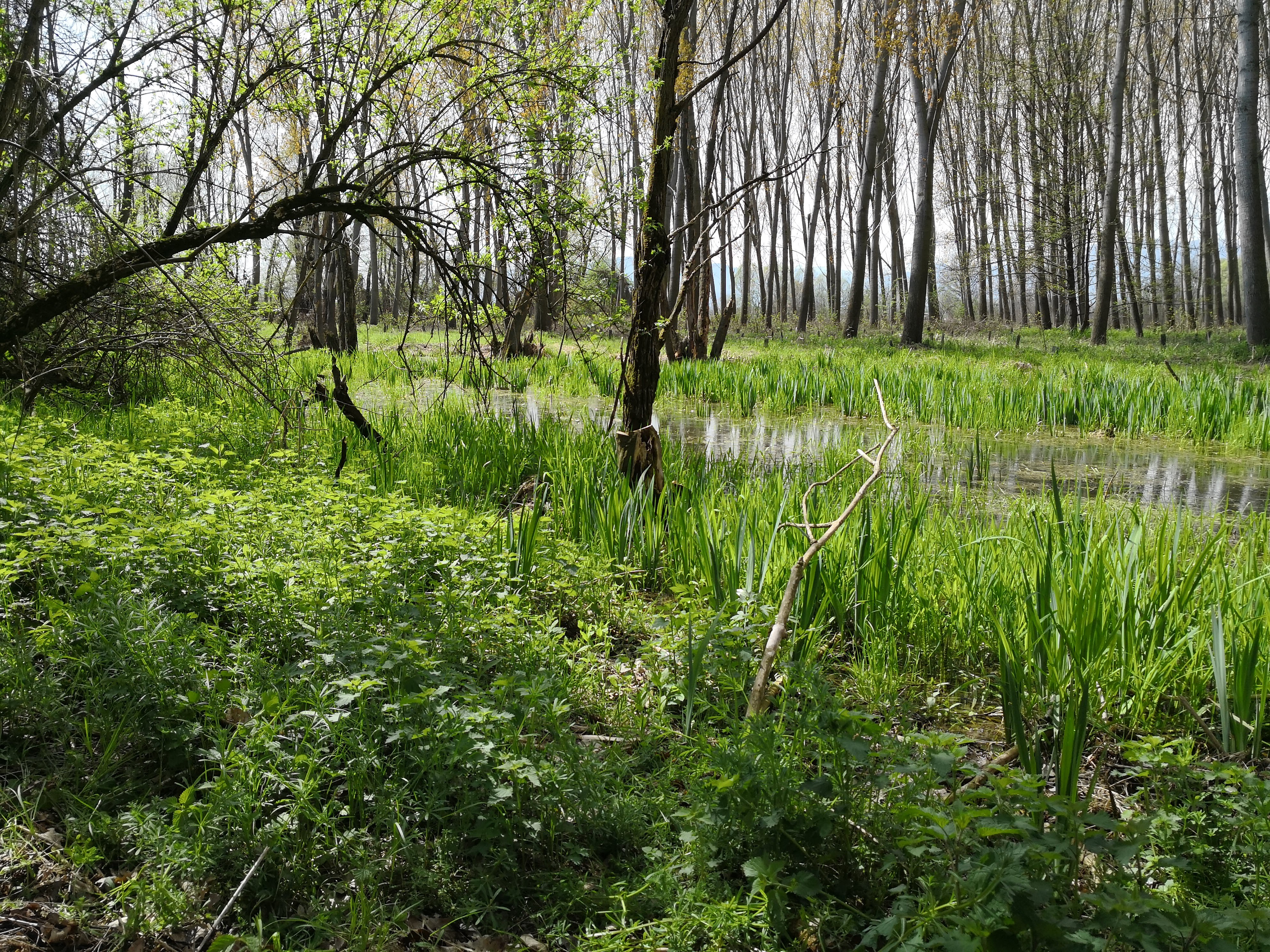
Una piccola palude in prossimità del fiume Po a Cardé (CN).

La formazione di uno stagno necessita in generale di un'alimentazione (corsi d'acqua o canali immissari) e di un fondale abbastanza impermeabile. Differisce dalla palude per la modalità di formazione (non deriva dall'inondazione fluviale o marina di aree pianeggianti) e per la minor presenza di limo.
Può essere naturale o artificiale (in tal caso è chiuso da una diga, a meno che non si tratti di un laghetto di cava) e può costituire un tipico ambiente di vita per piccoli animali e piante acquatiche, come la canna, il papiro o le ninfee.
Uno stagno è più piccolo di un lago e non ci sono criteri ufficiali che distinguano i due, sebbene si definisca uno stagno come un luogo acquatico che deve avere meno di 5 ettari (12 acri) di superficie, meno di 5 metri (16 piedi) di profondità e meno del 30% di vegetazione emergente. Questi criteri aiutano a distinguere l'ecologia degli stagni da quella dei laghi e delle zone umide. Gli stagni possono essere creati da un'ampia varietà di processi naturali (ad esempio da processi glaciali, dalla formazione di torbiere, nei sistemi dunali, dai castori), o possono essere semplicemente depressioni isolate (come un kettle hole, un ristagno idrico, una Prairie Pothole Region, ossia una vasta area delle Grandi Pianure settentrionali che contiene migliaia di zone umide poco profonde, o semplicemente ondulazioni naturali in terreni non drenati) riempito da deflusso, acque sotterranee o precipitazioni, o tutti e tre questi fenomeni. La dimensione e la profondità degli stagni spesso varia notevolmente con il periodo dell'anno; molti stagni sono prodotti dalle inondazioni primaverili dei fiumi. Gli stagni in natura possono essere d'acqua dolce o d'acqua salmastra. Gli "stagni" con acqua salata, con un collegamento diretto al mare che mantiene la piena salinità, sarebbero normalmente considerati parte dell'ambiente marino perché non sosterrebbero organismi di acqua dolce o salmastra.
Gli stagni sono solitamente per definizione corpi idrici piuttosto bassi con varia abbondanza di piante acquatiche e animali. La profondità, le variazioni stagionali del livello dell'acqua, i flussi di nutrienti, la quantità di luce che raggiunge gli stagni, la forma, la presenza di grandi mammiferi in visita, la composizione di eventuali comunità ittiche e la salinità possono influenzare i tipi di comunità vegetali e animali presenti. Le reti alimentari si basano entrambe su alghe e piante acquatiche. Di solito c'è una vasta gamma di vita acquatica, con alcuni esempi tra cui alghe, lumache, pesci, scarafaggi, insetti acquatici, rane, tartarughe, lontre e topi muschiati. I principali predatori possono includere grandi pesci, aironi o alligatori. Poiché i pesci sono i principali predatori delle larve di anfibi, gli stagni che si prosciugano ogni anno, uccidendo così i pesci residenti, forniscono importanti rifugi per l'allevamento di anfibi. Gli stagni che si prosciugano completamente ogni anno sono spesso noti come ristagni idrici. Alcuni stagni sono prodotti dall'attività degli animali, inclusi i buchi degli alligatori e gli stagni dei castori, e questi aggiungono un'importante diversità ai paesaggi.
Gli stagni sono spesso creati dall'uomo o espansi oltre le loro profondità e limiti originali per cause antropiche. Oltre al loro ruolo di ecosistemi di acqua dolce altamente biodiversi e fondamentalmente naturali, gli stagni hanno avuto, e hanno tuttora, molti usi, tra cui fornire acqua per l'agricoltura, il bestiame e le comunità, aiutare nel ripristino dell'habitat, fungere da terreno fertile per specie locali e migratorie, decorativo componenti di architettura del paesaggio, bacini di controllo delle piene, urbanizzazione generale, bacini di intercettazione di inquinanti e sorgenti e pozzi di gas serra.

## Classificazione

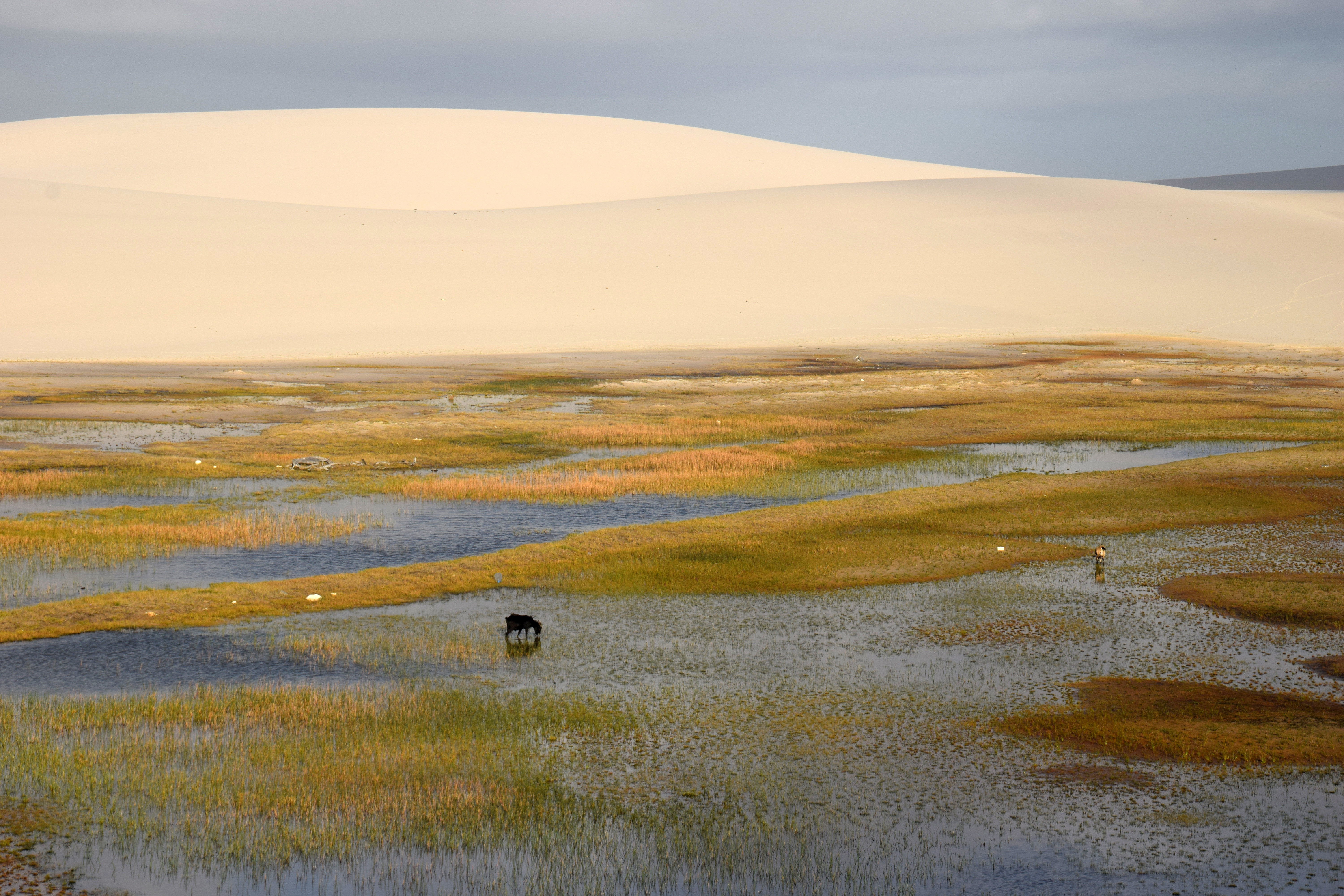
Stagno con vegetazione all'interno delle dune di sabbia del Parco Nazionale dei Lençóis Maranhenses, Brasile.

La distinzione tecnica tra uno stagno e un lago non è stata universalmente standardizzata. Limnologi e biologi d'acqua dolce hanno proposto definizioni formali per stagno, in parte per includere "corpi d'acqua in cui la luce penetra fino al fondo del corpo idrico", "corpi d'acqua abbastanza bassi da consentire alle piante acquatiche radicate di crescere ovunque" e "corpi d'acqua che mancano di azione delle onde sulla costa.' Ognuna di queste definizioni è difficile da misurare o verificare nella pratica e ha un uso pratico limitato e per lo più non viene attualmente utilizzata. Di conseguenza, alcune organizzazioni e ricercatori hanno optato per definizioni tecniche di stagno e lago che si basano solo sulle dimensioni.
Alcune regioni degli Stati Uniti definiscono uno stagno come uno specchio d'acqua con una superficie inferiore a 10 acri (4,0 ha). Si dice comunemente che il Minnesota, noto come la "terra dei 10.000 laghi", distingua i laghi da stagni, paludi e altri giochi d'acqua con questa definizione, e anche che un lago si distingue principalmente per l'azione delle onde che raggiungono la riva. Anche tra le organizzazioni e i ricercatori che distinguono i laghi dagli stagni solo in base alle dimensioni, non esiste uno standard universalmente riconosciuto per la dimensione massima di uno stagno. La convenzione di Ramsar fissa il limite massimo per la dimensione dello stagno a 8 ettari (80.000 m2; 20 acri). I ricercatori dell'ente di beneficenza britannico Pond Conservation (ora chiamato Freshwater Habitats Trust) hanno definito uno stagno come "un corpo idrico artificiale o naturale compreso tra 1 m2 (0,00010 ettari; 0,00025 acri) e 20.000 m2 (2,0 ettari; 4,9 acri) di superficie, che trattiene l'acqua per quattro mesi all'anno o più. Altri biologi europei hanno fissato il limite massimo di dimensioni a 5 ettari (50.000 m2; 12 acri).
In Nord America, corpi idrici ancora più grandi sono stati chiamati stagni; ad esempio, Crystal Lake a 33 acri (130.000 m2; 13 ha), Walden Pond a Concord, Massachusetts a 61 acri (250.000 m2; 25 ha) e il vicino Spot Pond a 340 acri (140 ha). Ci sono numerosi esempi in altri stati, dove corpi idrici inferiori a 10 acri (40.000 m2; 4,0 ha) vengono chiamati laghi. Come dimostra il caso di Crystal Lake, gli scopi di marketing a volte possono essere il fattore trainante dietro la categorizzazione.
In pratica, uno specchio d'acqua viene chiamato stagno o lago su base individuale, poiché le convenzioni cambiano da luogo a luogo e nel tempo. In origine, uno stagno è una forma variante della parola inglese pound, che indica un recinto confinante. In passato, gli stagni erano artificiali e utilitaristici, come gli stew ponds (stagni utilizzati per conservare il pesce vivo pronto per essere mangiato), i botacci e così via. Il significato di questa caratteristica sembra, in alcuni casi, essere andato perduto quando la parola è stata portata all'estero con gli emigranti. Tuttavia, alcune parti del New England contengono "stagni" che in realtà hanno le dimensioni di un piccolo lago rispetto ad altri paesi. Negli Stati Uniti, le piscine naturali sono spesso chiamate stagni. Stagni per uno scopo specifico mantengono l'aggettivo, come "stagno per il bestiame" (stock pond), utilizzato per abbeverare il bestiame. Il termine è utilizzato anche per l'accumulo temporaneo di acqua dal deflusso superficiale (acqua stagnante).
Esistono vari nomi regionali per stagni naturali. In Scozia, uno dei termini è lochan, che può essere applicato anche a un grande specchio d'acqua come un lago. Nelle parti sud-occidentali del Nord America, i laghi o gli stagni temporanei e spesso prosciugati per la maggior parte dell'anno sono chiamati playas. Questi playas sono semplicemente depressioni poco profonde in aree asciutte che possono riempirsi d'acqua solo in determinate occasioni come drenaggio locale in eccesso, infiltrazioni di acque sotterranee o pioggia.

## Formazione

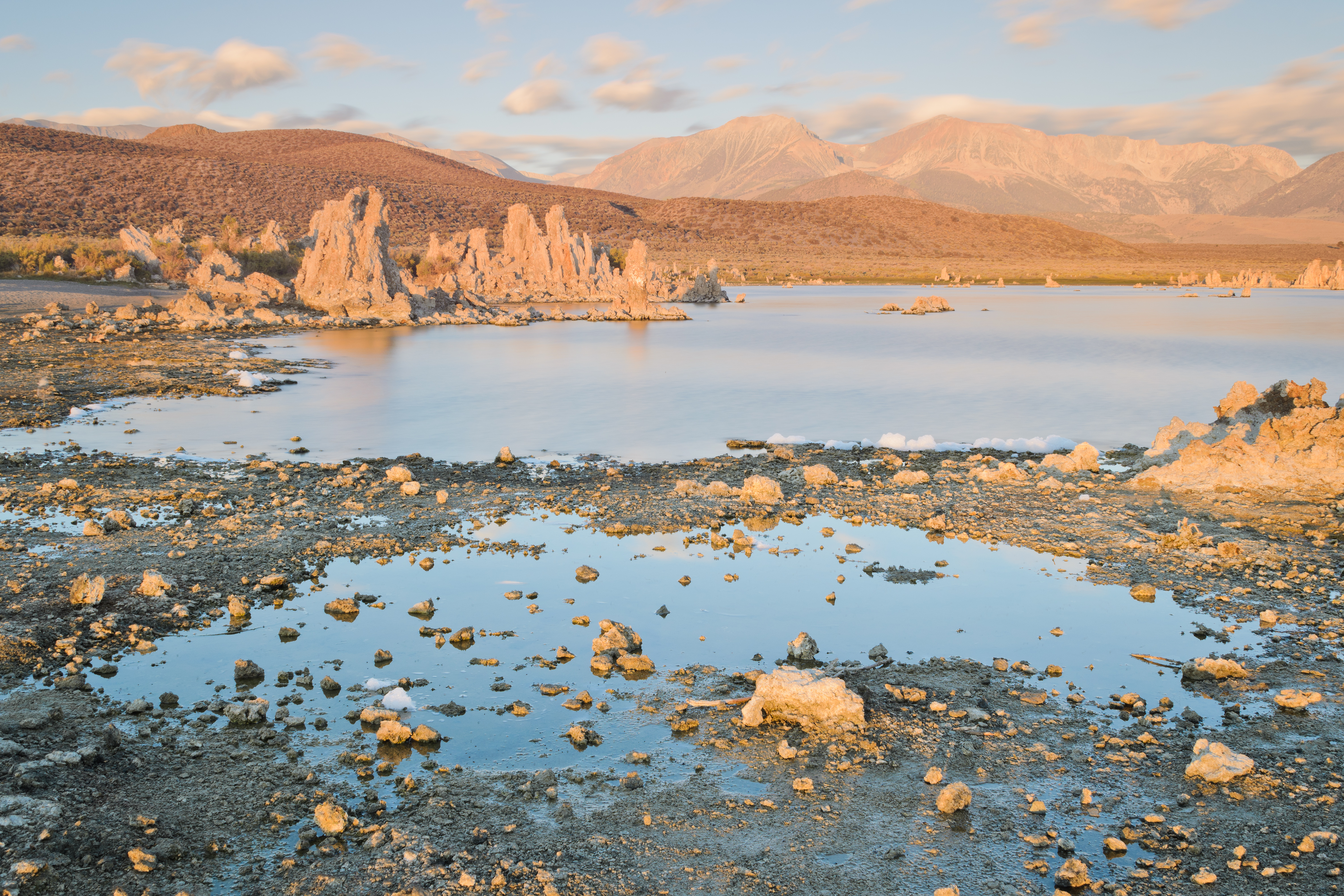
Formazione di stagni attraverso infiltrazioni di acque sotterranee a South Tufa, in California.

Qualsiasi depressione nel terreno che raccolga e trattiene una quantità sufficiente di acqua può essere considerata uno stagno e, tale, può essere formato da una varietà di eventi geologici, ecologici e umani.
Gli stagni naturali sono quelli causati da eventi ambientali. Questi possono variare da eventi glaciali, vulcanici, fluviali o persino tettonici. Dall'epoca del Pleistocene, i processi glaciali hanno creato la maggior parte degli stagni dell'emisfero settentrionale; un esempio è la Prairie Pothole Region del Nord America. Quando i ghiacciai si ritirano, possono lasciare dietro di sé un terreno irregolare a causa del rimbalzo elastico del substrato roccioso e delle pianure di lavaggio dei sedimenti. Queste aree possono sviluppare depressioni che possono riempirsi con precipitazioni eccessive o infiltrazioni di acqua sotterranea, formando un piccolo stagno. I laghi e gli stagni di Kettle si formano quando il ghiaccio si stacca da un ghiacciaio più grande, alla fine viene sepolto dal terreno glaciale circostante e nel tempo si scioglie. Orogenesi e altri eventi di sollevamento tettonico hanno creato alcuni dei più antichi laghi e stagni del globo. Queste rientranze hanno la tendenza a riempirsi rapidamente di acque sotterranee se si trovano al di sotto della falda freatica locale. Altre fratture o depressioni tettoniche possono riempirsi di precipitazioni, deflussi montani locali o essere alimentate da torrenti di montagna. L'attività vulcanica può anche portare alla formazione di laghi e stagni attraverso tubi di lava crollati o coni vulcanici. Le pianure alluvionali naturali lungo i fiumi, così come i paesaggi che contengono molte depressioni, possono subire inondazioni primaverili durante la stagione delle piogge e lo scioglimento della neve. Gli stagni temporanei o primaverili vengono creati in questo modo e sono importanti per l'allevamento di pesci, insetti e anfibi, in particolare nei grandi sistemi fluviali come l'Amazzonia. Alcuni stagni sono creati esclusivamente da specie animali come castori, bisonti, alligatori e altri coccodrilli rispettivamente attraverso la distruzione e lo scavo del nido. Nei paesaggi con suoli organici, gli incendi locali possono creare depressioni durante i periodi di siccità. Questi hanno la tendenza a riempirsi di piccole quantità di precipitazioni fino a quando i normali livelli dell'acqua non ritornano, trasformando questi stagni isolati in acque libere.
Gli stagni artificiali sono quelli creati dall'intervento umano per il bene dell'ambiente locale, degli ambienti industriali o per uso ricreativo e ornamentale.

## Usi

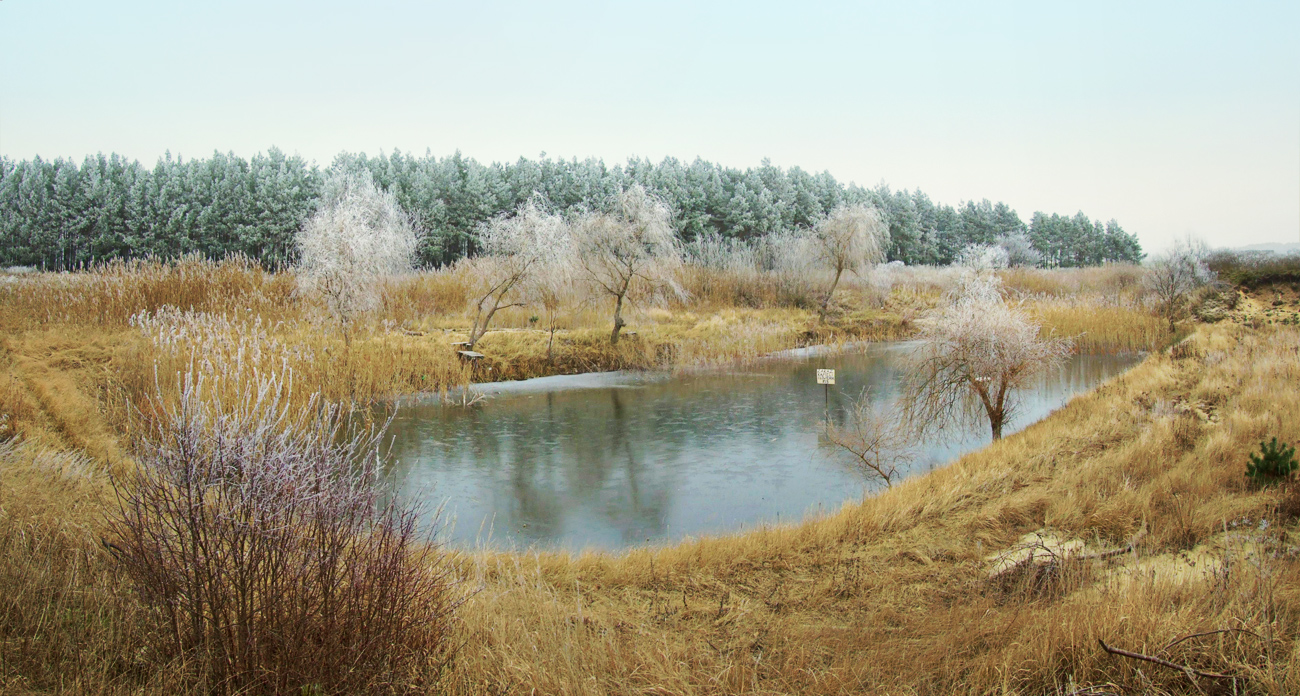
Un piccolo stagno di ritenzione agricola a Swarzynice, in Polonia. Anche chiamato bacino di ritenzione, stagno umido, bacino di detenzione umido o stagno per la gestione delle acque piovane (SWMP), è uno stagno artificiale con vegetazione attorno al perimetro e una pozza d'acqua permanente.

Molti ecosistemi sono collegati dall'acqua e si è scoperto che gli stagni contengono una maggiore biodiversità di specie rispetto ai più grandi laghi d'acqua dolce o sistemi fluviali. In quanto tali, gli stagni sono habitat per molte varietà di organismi tra cui piante, anfibi, pesci, rettili, uccelli acquatici, insetti e persino alcuni mammiferi. Gli stagni sono utilizzati per la riproduzione di queste specie, ma anche come riparo e persino come luoghi per bere e nutrirsi per altri animali selvatici. Le pratiche di acquacoltura si appoggiano pesantemente su stagni artificiali per crescere e prendersi cura di molti diversi tipi di pesce sia per il consumo umano, la ricerca, la conservazione delle specie o lo sport ricreativo.
Nelle pratiche agricole, è possibile creare stagni di trattamento per ridurre il deflusso dei nutrienti dal raggiungimento di corsi d'acqua locali o depositi di acque sotterranee. Gli inquinanti che entrano negli stagni possono spesso essere mitigati dalla sedimentazione naturale e da altre attività biologiche e chimiche all'interno dell'acqua. Pertanto, i bacini di stabilizzazione dei rifiuti stanno diventando popolari metodi a basso costo per il trattamento generale delle acque reflue. Possono anche fornire serbatoi di irrigazione per le aziende agricole in difficoltà durante i periodi di siccità.
Mentre l'urbanizzazione continua a diffondersi, i bacini di ritenzione stanno diventando più comuni nei nuovi complessi residenziali. Questi stagni riducono il rischio di inondazioni e danni da erosione dovuti all'eccessivo deflusso delle acque piovane nelle comunità locali.
Gli stagni sperimentali vengono utilizzati per testare ipotesi nei campi delle scienze ambientali, della chimica, della biologia acquatica e della limnologia.
Alcuni stagni sono la linfa vitale di molti piccoli villaggi in paesi aridi come quelli dell'Africa subsahariana dove si svolgono bagni, servizi igienici, pesca, socializzazione e rituali. Nel subcontinente indiano, i monaci del tempio indù si prendono cura degli stagni sacri utilizzati per le pratiche religiose e per fare il bagno ai pellegrini. In Europa durante il Medioevo, era tipico per molti monasteri e castelli (piccole comunità in parte autosufficienti) avere stagni per pesci. Questi stagni sono ancora comuni in Europa e nell'Asia orientale (in particolare in Giappone), dove le carpe koi possono essere allevate.
In Nepal gli stagni artificiali erano elementi essenziali dell'antico sistema di approvvigionamento di acqua potabile. Questi stagni erano alimentati con acqua piovana, acqua che entrava attraverso i canali, le proprie sorgenti o una combinazione di queste fonti. Sono stati progettati per trattenere l'acqua, lasciando allo stesso tempo filtrare un po' d'acqua per alimentare le falde acquifere locali.

## Biodiversità dello stagno

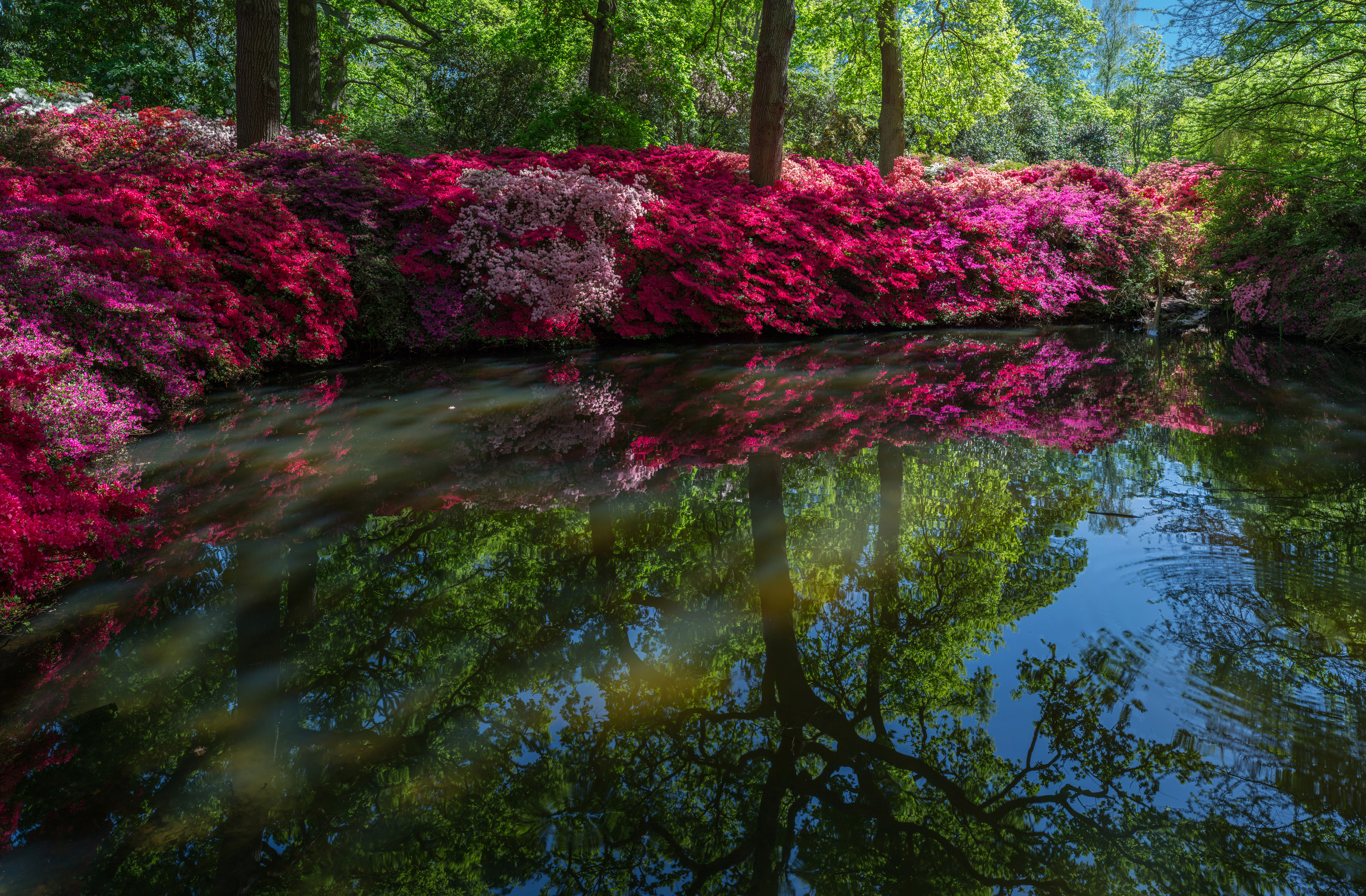
L'azalea fiorisce intorno a uno stagno tranquillo nel Richmond Park di Londra.

Una caratteristica distintiva di uno stagno è la presenza di acqua stagnante che fornisce l'habitat per una comunità biologica comunemente indicata come "vita dello stagno" (pond life). Per questo motivo, molti stagni e laghi contengono un gran numero di specie endemiche che sono passate attraverso radiazioni adattative per specializzarsi nel loro habitat preferito. Esempi familiari potrebbero includere ninfee e altre piante acquatiche, rane, tartarughe e pesci.
Spesso l'intero margine dello stagno è delimitato da zone umide e queste zone umide supportano la rete alimentare acquatica, forniscono riparo alla fauna selvatica e stabilizzano la riva dello stagno. Questo margine è noto anche come zona litoranea e contiene gran parte delle alghe e delle piante di questo ecosistema chiamate macrofite. Altri organismi fotosintetici come il fitoplancton (alghe sospese) e i perifiton (organismi che includono cianobatteri, detriti e altri microbi) prosperano qui e rappresentano i principali produttori di reti alimentari dello stagno. Alcuni animali al pascolo come oche e topi muschiati sfruttano direttamente le piante delle zone umide come fonte di cibo. In molti altri casi, le piante da laghetto marciscono nell'acqua. Molti invertebrati e zooplancton erbivori si nutrono quindi delle piante in decomposizione e questi organismi di livello trofico inferiore forniscono cibo per le specie delle zone umide tra cui pesci, libellule e aironi sia nella zona litoranea che nella zona limnetica. Quest'ultima in acque libere può consentire alle alghe di crescere mentre la luce del sole penetra in tale zona. Queste alghe possono supportare un'altra rete alimentare che include insetti acquatici e altre piccole specie di pesci. Uno stagno, quindi, può avere combinazioni di tre diverse reti alimentari, una basata su piante più grandi, una basata su piante in decomposizione e una basata su alghe e sui loro specifici consumatori e predatori del livello trofico superiore. Quindi, gli stagni hanno spesso molte specie animali diverse che utilizzano l'ampia gamma di fonti alimentari attraverso l'interazione biotica. Pertanto, forniscono un'importante fonte di diversità biologica nei paesaggi.
Di fronte agli stagni di lunga data ci sono i ristagni idrici, in inglese chiamati letteralmente "stagni primaverili" (vernal ponds). Questi stagni si prosciugano per una parte dell'anno e sono così chiamati perché sono tipicamente alla massima profondità in primavera (il significato di "primaverile" deriva dalla parola latina per "primavera"). Gli stagni primaverili presenti in natura di solito non hanno pesce, un importante consumatore di livello tropicale superiore, poiché questi stagni si prosciugano spesso. L'assenza di pesci è una caratteristica molto importante di questi stagni poiché impedisce l'instaurarsi di interazioni biotiche a lunga catena. Gli stagni senza queste pressioni predatorie competitive forniscono luoghi di riproduzione e rifugi sicuri per specie in via di estinzione o in migrazione. Quindi, l'introduzione di pesci in uno stagno può avere conseguenze seriamente dannose. In alcune parti del mondo, come la California, gli stagni primaverili ospitano specie vegetali rare e in via di estinzione. Nella pianura costiera, forniscono l'habitat per le rane in via di estinzione come la rana gopher del Mississippi (Lithobates sevosus).
Spesso gruppi di stagni in un dato paesaggio (i cosiddetti "pondscapes") offrono vantaggi in termini di biodiversità particolarmente elevati rispetto ai singoli stagni. Un gruppo di stagni fornisce un grado più elevato di complessità e connettività dell'habitat.

## Stratificazione

L'epilimnio, il termoclino e l'ipolimnio. Le scale vengono utilizzate per associare ogni sezione della stratificazione alle corrispondenti profondità e temperature. La freccia è usata per mostrare il movimento del vento sulla superficie dell'acqua che avvia il ricambio nell'epilimnio e nell'ipolimnio.

Molti stagni subiscono un processo annuale regolare nella stessa materia dei laghi più grandi se sono sufficientemente profondi e/o protetti dal vento. Fattori abiotici come la radiazione UV, la temperatura generale, la velocità del vento, la densità dell'acqua e persino le dimensioni, hanno tutti un ruolo importante da svolgere quando si tratta degli effetti stagionali su laghi e stagni. Il ribaltamento primaverile, la stratificazione estiva, il ricambio autunnale e una stratificazione invernale inversa, gli stagni adattano la loro stratificazione o la loro zonazione verticale della temperatura a causa di queste influenze. Questi fattori ambientali influenzano la circolazione dello stagno e i gradienti di temperatura all'interno dell'acqua stessa producendo strati distanti; l'epilimnio, il termoclino e l'ipolimnio.
Ogni zona ha tratti diversi che sostengono o danneggiano organismi specifici e interazioni biotiche sotto la superficie a seconda della stagione. Il ghiaccio superficiale invernale inizia a sciogliersi in primavera. Ciò consente alla colonna d'acqua di iniziare a mescolarsi grazie alla convezione solare e alla velocità del vento. Man mano che lo stagno si mescola, viene raggiunta una temperatura complessivamente costante. Quando le temperature aumentano durante l'estate, ha luogo la stratificazione termica. La stratificazione estiva consente all'epilimnio di essere mescolato dai venti, mantenendo una temperatura calda costante in tutta questa zona. Qui, fotosintesi e produzione primaria prosperano. Tuttavia, quelle specie che necessitano di acqua più fredda con concentrazioni di ossigeno disciolto più elevate favoriranno il termoclino o l'ipolimnio inferiore. La temperatura dell'aria scende con l'avvicinarsi della caduta e si verifica uno strato di miscelazione profondo. Il turnover autunnale si traduce in laghi isotermici con alti livelli di ossigeno disciolto quando l'acqua raggiunge una temperatura media più fredda. Infine, la stratificazione invernale si verifica in modo inverso alla stratificazione estiva quando il ghiaccio superficiale ricomincia a formarsi. Questa copertura di ghiaccio rimane fino al ritorno della radiazione solare e della convezione in primavera.
A causa di questo costante cambiamento nella zonazione verticale, la stratificazione stagionale fa sì che gli habitat crescano e si riducano di conseguenza. Alcune specie sono legate a questi strati distinti della colonna d'acqua dove possono prosperare e sopravvivere con la migliore efficienza possibile.

## Conservazione e gestione

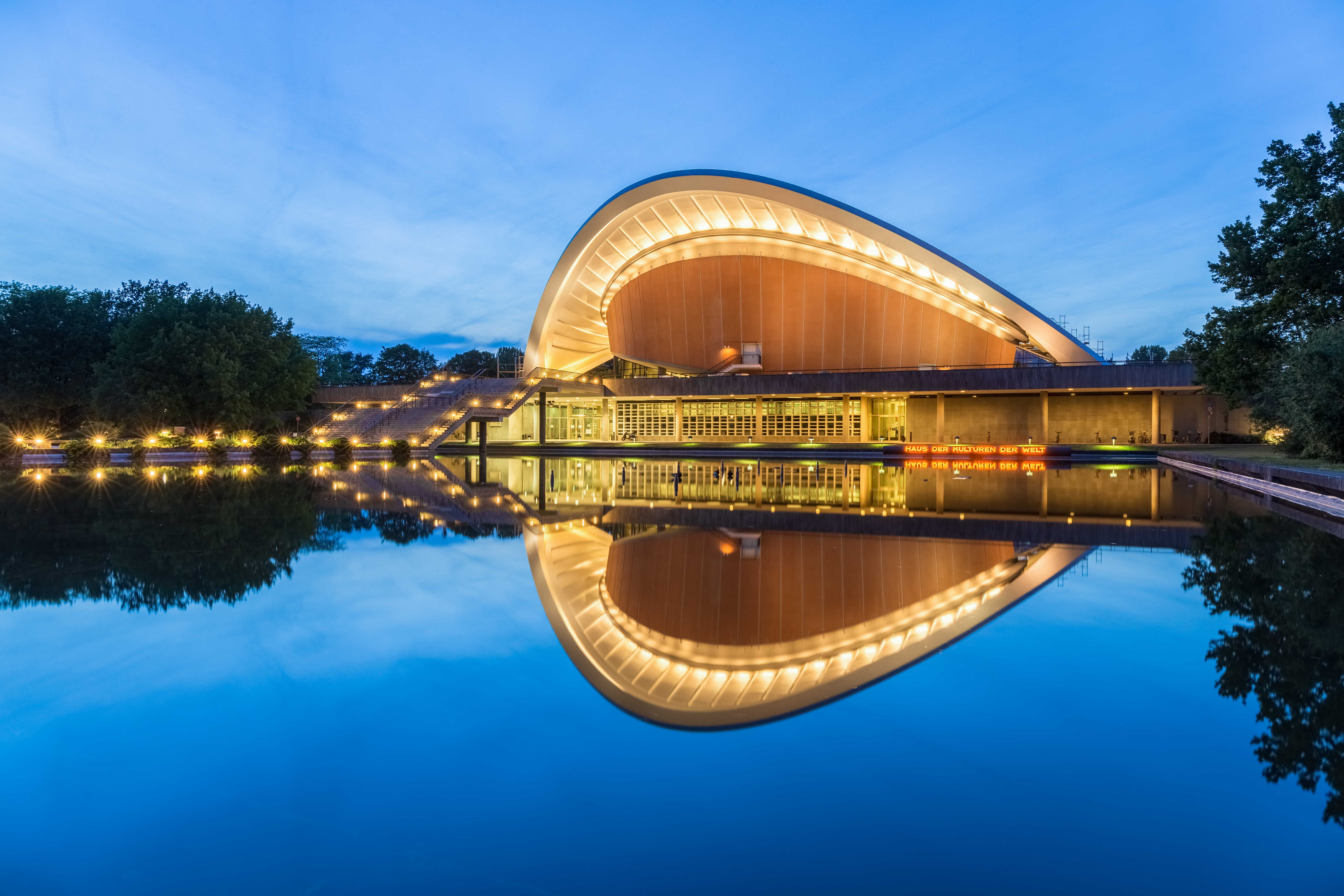
Laghetto artificiale di fronte alla Haus der Kulturen der Welt, Berlino, Germania.

Gli stagni forniscono non solo valori ambientali, ma anche benefici pratici per la società. Un vantaggio sempre più cruciale offerto dagli stagni è la loro capacità di agire come assorbitori di gas serra. La maggior parte dei laghi e degli stagni naturali sono fonti di gas serra e favoriscono il flusso di questi composti disciolti. Tuttavia, gli stagni agricoli artificiali stanno diventando pozzi significativi per la mitigazione del gas e la lotta ai cambiamenti climatici. Questi stagni di ruscellamento creati per l'agricoltura ricevono acqua ad alto livello di pH dai suoli circostanti. Gli stagni di drenaggio altamente acidi fungono da catalizzatori per la CO2 in eccesso (anidride carbonica) che viene convertita in forme di carbonio che possono essere facilmente immagazzinate nei sedimenti. Quando vengono costruiti questi nuovi stagni di drenaggio, le concentrazioni di batteri che normalmente scompongono la materia organica morta, come le alghe, sono basse. Di conseguenza, la scomposizione e il rilascio di gas di azoto da questi materiali organici come N2O non si verificano e quindi non vengono aggiunti alla nostra atmosfera. Questo processo viene utilizzato anche con la denitrificazione regolare nello strato anossico degli stagni. Tuttavia, non tutti gli stagni hanno la capacità di diventare pozzi per i gas serra. La maggior parte degli stagni subisce l'eutrofizzazione a causa dell'eccessivo apporto di nutrienti dai fertilizzanti e dal deflusso. Questo nitrifica eccessivamente l'acqua dello stagno e si traduce in fioritura algale (una intensa proliferazione di alghe microscopiche che destabilizza l'equilibrio ecologico) e uccisioni di pesci locali.
Alcuni stagni agricoli non vengono utilizzati per il controllo del deflusso, ma piuttosto per il bestiame come bovini o bufali, come pozze d'acqua e di balneazione. Gli stagni, come accennato, sono importanti punti caldi per la biodiversità. A volte questo diventa un problema con specie invasive o introdotte che interrompono le dinamiche dell'ecosistema dello stagno. Questo varia da specie ittiche introdotte come la carpa comune che mangia piante acquatiche autoctone o teste di serpente settentrionali che attaccano anfibi riproduttori, lumache acquatiche che trasportano parassiti infettivi che uccidono altre specie e persino piante acquatiche a rapida diffusione come le specie Hydrilla e Lemnoideae che possono limitare il flusso d'acqua e causare inondazioni.
Gli stagni, a seconda del loro orientamento e delle loro dimensioni, possono diffondere i loro habitat delle zone umide nelle zone ripariali locali o ai confini dei bacini idrografici. I dolci pendii del terreno negli stagni forniscono una distesa di habitat per le piante delle zone umide e i prati umidi per espandersi oltre i limiti dello stagno. Tuttavia, la costruzione di muri di contenimento, prati e altri sviluppi urbanizzati può degradare gravemente la gamma di habitat dello stagno e la longevità dello stagno stesso. Strade e autostrade agiscono nella stessa maniera, ma interferiscono anche con anfibi e tartarughe che migrano da e verso gli stagni come parte del loro ciclo riproduttivo annuale e tali costruzioni dovrebbero essere tenuti il più lontano possibile dagli stagni stabiliti. A causa di questi fattori, le coste in leggera pendenza con ampie distese di piante delle zone umide non solo forniscono le migliori condizioni per la fauna selvatica, ma aiutano a proteggere la qualità dell'acqua dalle fonti nei paesaggi circostanti. È anche vantaggioso consentire al livello dell'acqua di abbassarsi ogni anno durante i periodi più secchi per ristabilire questi ecosistemi.
Nei paesaggi in cui gli stagni sono costruiti artificialmente, tali stagni vengono realizzati per fornire opportunità di osservazione e conservazione della fauna selvatica, per trattare le acque reflue, per il contenimento dell'inquinamento o semplicemente per scopi estetici. Per la conservazione e lo sviluppo dei laghetti naturali, un modo per stimolarlo è il ripristino generale dei corsi d'acqua e dei fiumi. Quando questi fiumi e torrenti si allagano e iniziano a serpeggiare, si sviluppa un gran numero di stagni naturali, compresi gli stagni primaverili e le zone umide.

## Galleria d'immagini

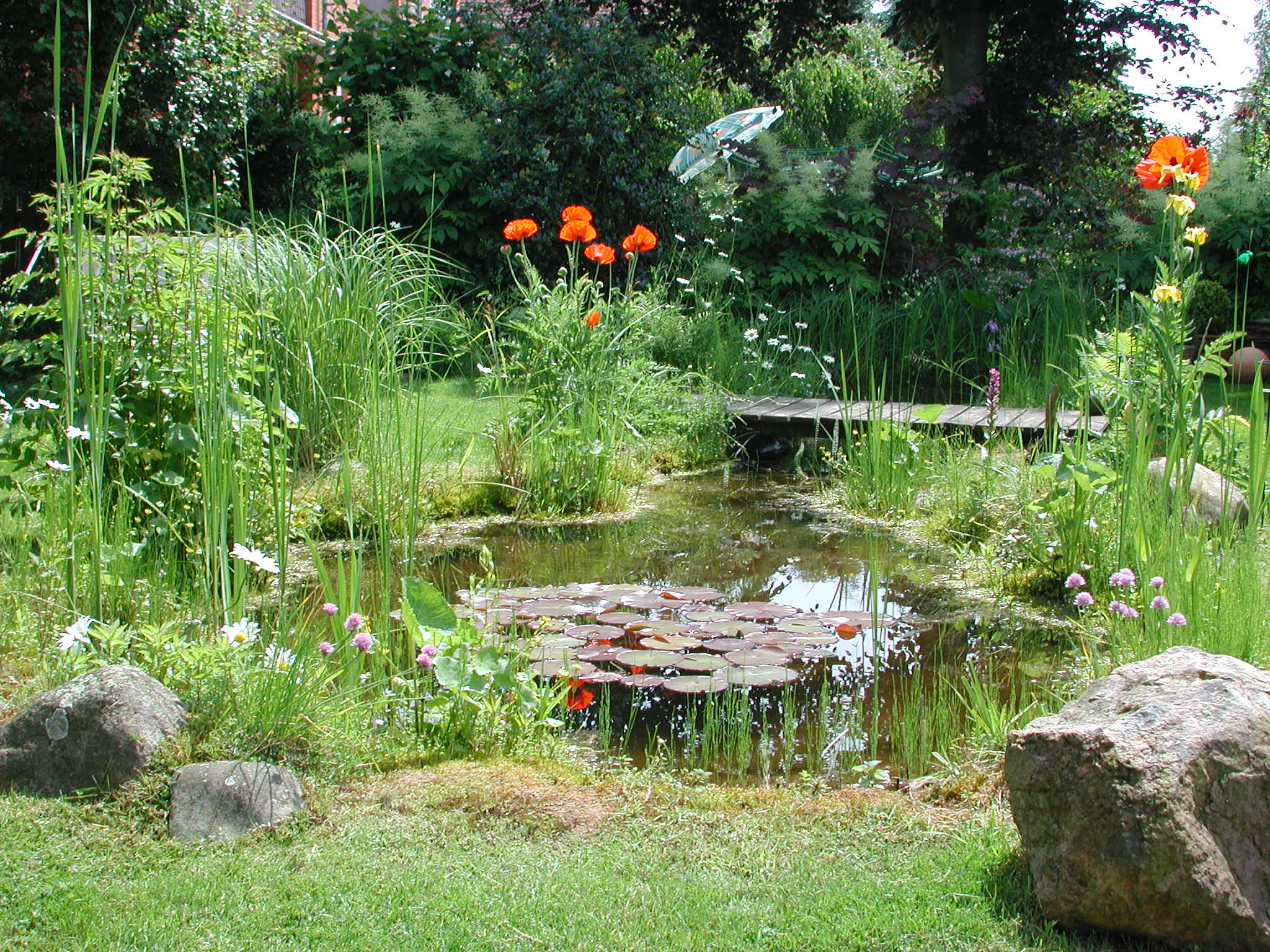
Stagno in un giardino
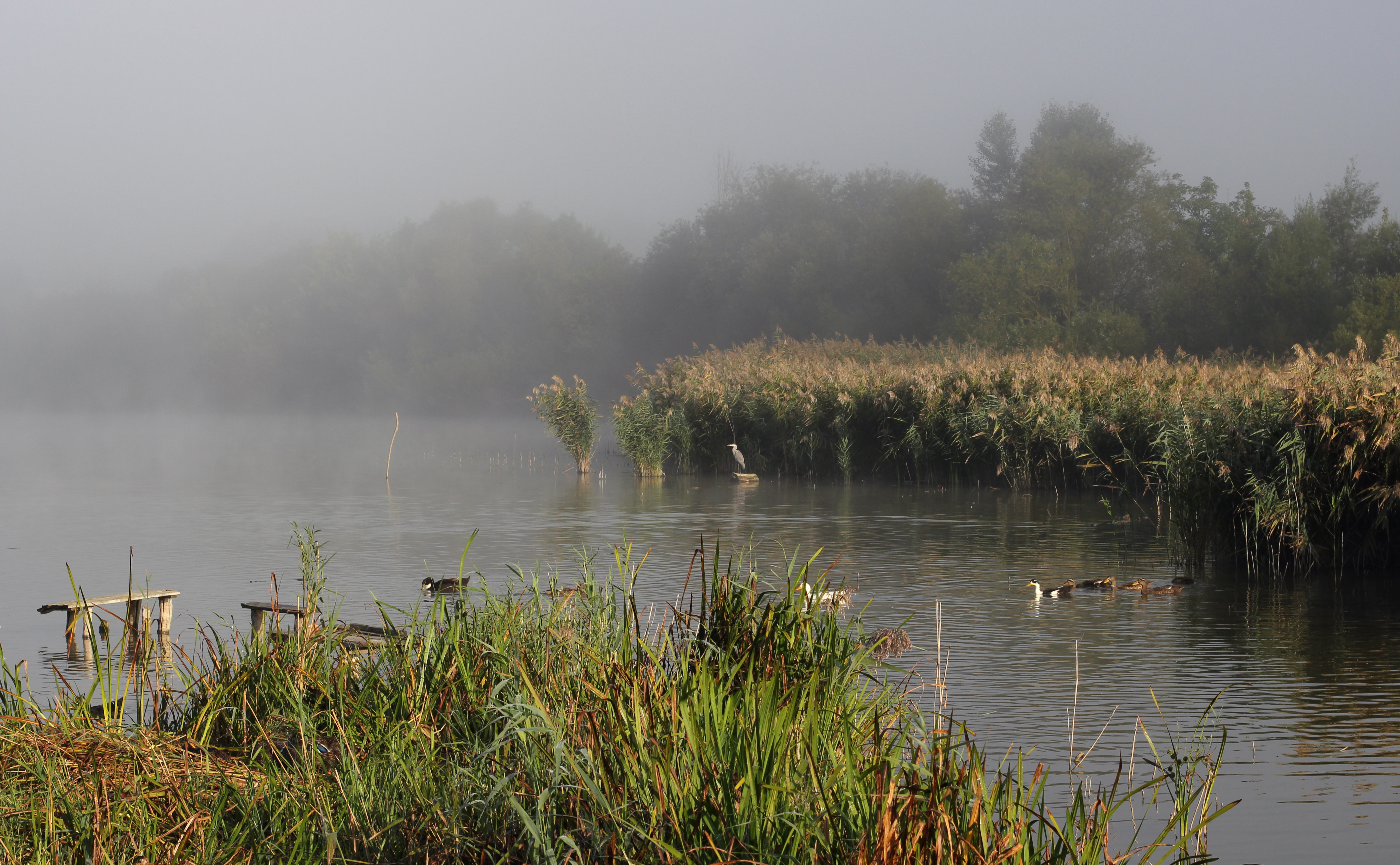
L'alba su uno stagno sul Tomašpil'ka vicino al villaggio di Komarhorod, in Ucraina.
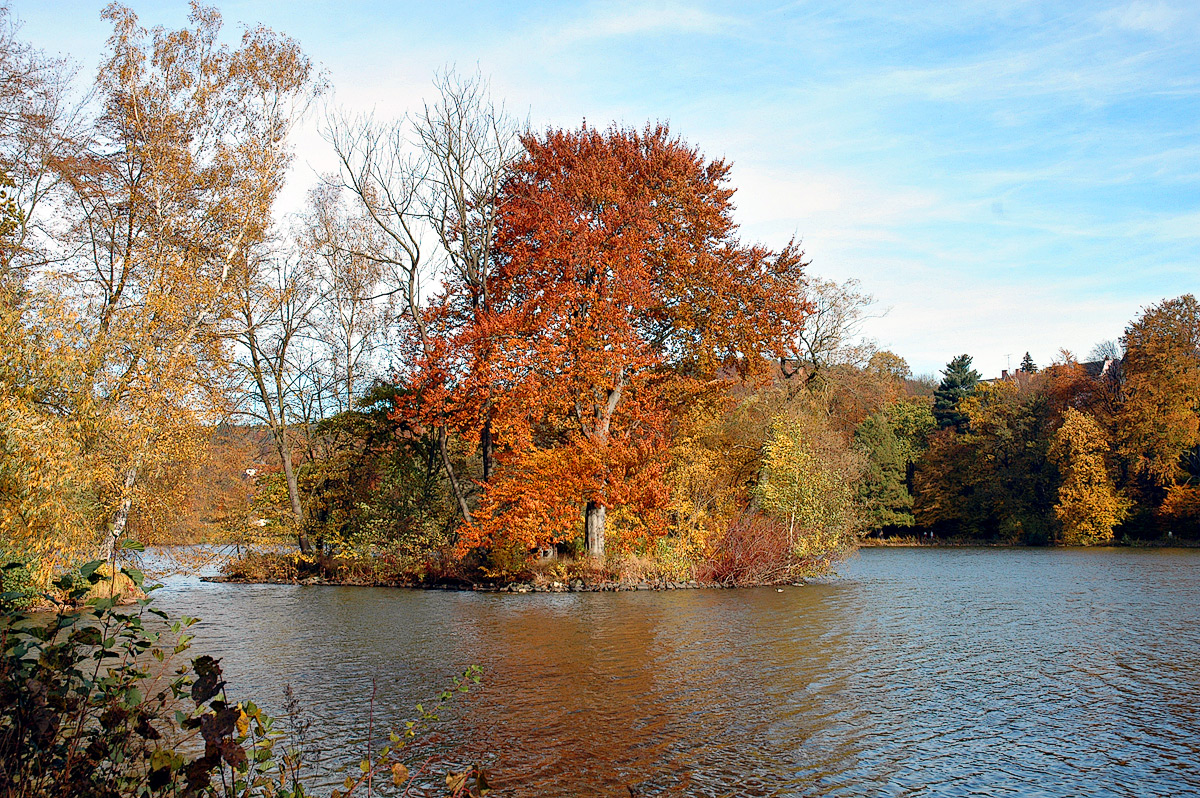
Un lago di acqua stagnante in Germania, a Greiz
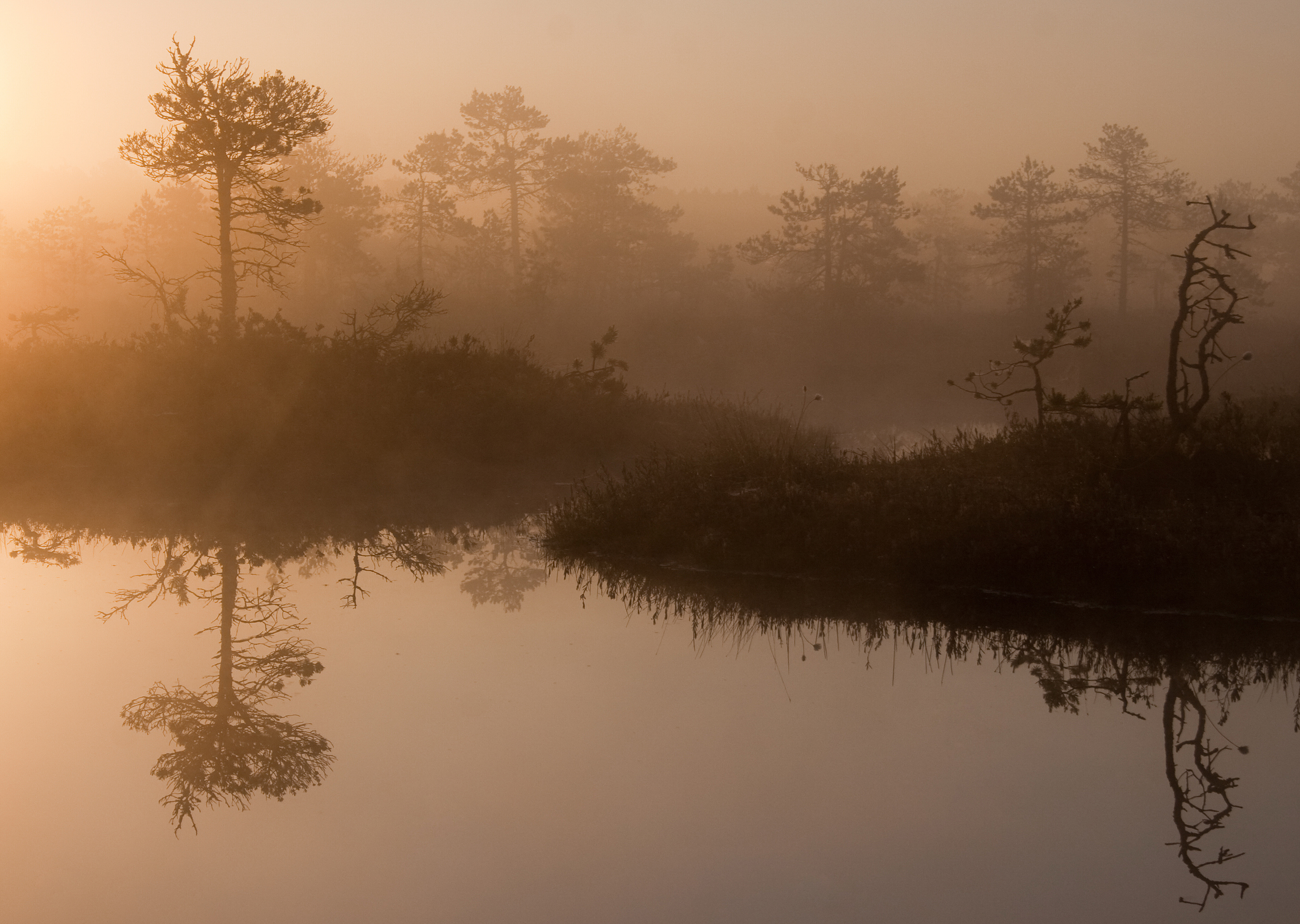
Esistono approssimativamente 2.549 km² di stagni in Estonia, che coprono 5,6% dell'intero territorio nazionale